# Judyville
Judyville est une communauté non incorporée située dans le Liberty Township, comté de Warren, dans l’État de l’Indiana, aux États-Unis. Elle se trouve le long de la frontière ouest du township, à environ 11 km au nord-ouest du siège du comté de Warren, Williamsport.